# Leichtathletik-Weltmeisterschaften 2023/Teilnehmer (Venezuela)
| Goldmedaillen | Silbermedaillen | Bronzemedaillen |
| ------------- | --------------- | --------------- |
| 1             | —               | —               |

Der Leichtathletikverband von Venezuela nahm an den Leichtathletik-Weltmeisterschaften 2023 in Budapest teil. Vier Athletinnen und ein Athlet wurden vom venezolanischen Verband nominiert.

## Medaillengewinnerin
| Medaille | Athletin      | Disziplin  |
| -------- | ------------- | ---------- |
| Gold     | Yulimar Rojas | Dreisprung |

## Ergebnisse

### Männer

#### Sprung/Wurf
| Athletin         | Disziplin  | Qualifikation | Qualifikation | Finale     | Finale |
| Athletin         | Disziplin  | Weite/Höhe    | Platz         | Weite/Höhe | Platz  |
| ---------------- | ---------- | ------------- | ------------- | ---------- | ------ |
| Leodán Torrealba | Dreisprung | 16,27 m       | 11            | 16,58 m    | 10     |

### Frauen

#### Laufdisziplinen
| Athletin     | Disziplin | Vorlauf      | Vorlauf | Halbfinale | Halbfinale | Finale | Finale |
| Athletin     | Disziplin | Zeit         | Platz   | Zeit       | Platz      | Zeit   | Platz  |
| ------------ | --------- | ------------ | ------- | ---------- | ---------- | ------ | ------ |
| Joselyn Brea | 5000 m    | 15:11,16 min | 10      |            |            | DNQ    | DNQ    |

#### Sprung/Wurf
| Athletin         | Disziplin      | Qualifikation | Qualifikation | Finale     | Finale |
| Athletin         | Disziplin      | Weite/Höhe    | Platz         | Weite/Höhe | Platz  |
| ---------------- | -------------- | ------------- | ------------- | ---------- | ------ |
| Robeilys Peinado | Stabhochsprung | 4,65 m SB     | 01            | 4,65 m SB  | 8      |
| Yulimar Rojas    | Dreisprung     | 14,59 m       | 03            | 15,08 m    | Gold   |
| Rosa Rodríguez   | Hammerwurf     | 70,81 m       | 14            | DNQ        | DNQ    |